# Gare de Feldkirch
La gare de Feldkirch (en allemand Bahnhof Feldkirch) est une gare ferroviaire autrichienne des lignes du Vorarlberg et de Feldkirch à Buchs. Elle est située dans le quartier Lévis de la ville de Feldkirch dans le Land autrichien du Vorarlberg.
Mise en service en 1872, reconstruite en 1969 et rénovée en 2001, c'est une gare Österreichische Bundesbahnen (ÖBB) desservie par des trains régionaux et internationaux.

## Situation ferroviaire
Établie à 457 mètres d'altitude, la gare de bifurcation de Feldkirch est située au point kilométrique (PK) 46,912 de la ligne du Vorarlberg, entre les gares de Feldkirch-Amberg et de Frastanz (dont elle est séparée par un tunnel de plus de 900 m), elle est également, au PK 0,000, l'origine de la ligne de Feldkirch à Buchs, avant la gare de Feldkirch-Altenstadt.
Elle a une place centrale dans le trafic ferroviaire de la région du Vorarlberg et tout particulièrement dans la portion de vallée du Rhin qui est très peuplée. En journée, des trains la relient à Vienne toutes les heures. Toutes les deux heures, ces trains ont une correspondance pour Zürich ou Bregenz.

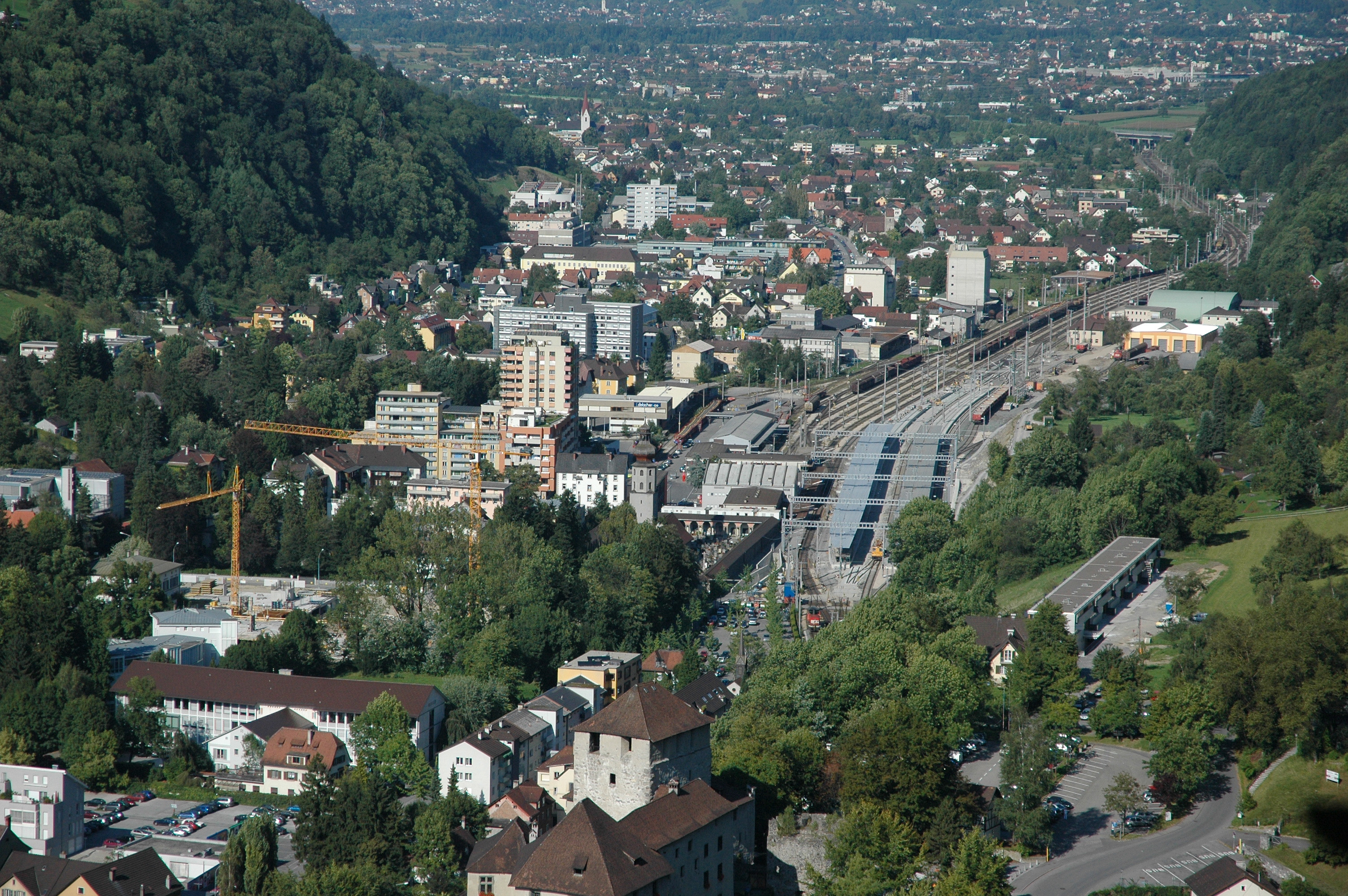
Vue d'ensemble de la gare en 2005.

## Histoire
La gare de Feldkirch est mise en service le 1er juillet 1872, lors de l'ouverture de la section de Bludenz à Feldkirch du chemin de fer du Vorarlberg. Elle devient une gare de bifurcation avec la mise en service de la ligne de Feldkirch à Buchs le 24 octobre 1872. Cela en fait une gare frontière avant le passage au Liechtenstein et le lien avec le réseau ferroviaire de la Suisse.
Le bâtiment d'origine est agrandi à plusieurs reprises du fait de l'importance de la gare devenue une plaque tournante du transport ferroviaire international. Au début des années 1960, l'ancien bâtiment est démoli et la gare reconstruite est mise en service en 1969.
De 1999 à 2001, la gare est rénovée, notamment les quais, le passage souterrain et le hall du bâtiment principal, les travaux sont terminés le 18 décembre 2001.
Elle est une gare frontière de l'Espace Schengen jusqu'au 19 décembre 2011, jour où le Liechtenstein en devient membre.

## Service des voyageurs

### Accueil
Gare ÖBB, elle dispose d'un bâtiment voyageurs, avec guichets et salle d'attente, ouvert tous les jours. Elle est notamment équipée d'un système d'information des voyageurs, de trois automates pour l'achat de titres de transport et d'une consigne pour les bagages. Un bar restaurant et une boutique de journaux sont installés en gare.
Un souterrain permet la traversée des voies et le passage d'un quai à l'autre.

### Desserte
Feldkirch est l'une des principales gares du Voralberg desservie par des trains régionaux et internationaux. C'est également une gare de chargement du service auto-train pour Vienne, Graz et Villach.

### Intermodalité
Un parc pour les vélos et un parking pour les véhicules y sont aménagés.